# مطرب عشق
مطرب عشق: طریقت و زندگی دراویش قادری کردستان فیلمی است مستند از منوچهر طبری محصول سال ۱۳۵۶ سازمان رادیو و تلویزیون ملی ایران، گروه ایران‌زمین. این فیلم که به صورت فیلم ۱۶ میلی‌متری، رنگی و به مدت ۴۰ دقیقه ساخته شده است نمایشگر مراسم، زندگی و منش دراویش قادریه‌ی کردستان است.

## روند تولید
موفقیت فیلم لحظاتی چند با دراویش قادریه باعث شد تا طبری به فکر بیفتد تا در نسخهٔ کامل‌تری، فیلمی مفصل از دراویش و به شیوهٔ رنگی بسازد؛ و چنین شد که «مطرب عشق» شکل گرفت. تولید فیلم از سال ۱۳۵۴ شروع شد ولی چند ماه قبل از انقلاب ساواک راش‌های فیلم را جمع کرد و برد و کار نیمه‌تمام ماند. بعد از انقلاب با دستیابی به نگاتیوها کار با تدوین داود یوسفیان تمام شد. مطرب عشق در گروه ایران‌زمین تلویزیون و به راهنمایی پرویز شفا از پنج گروه از دراویش کردستان و خانقاه‌ها و شیوهٔ زیست و کرامات شیوخ و شرح حال و زندگی مردمان، به شیوهٔ مردم‌نگاری نجات فراهم آمد. این فیلم به عنوان پروژهٔ پایان تحصیلی وی در سال ۱۳۵۸ به دانشکده هنرهای دراماتیک ارائه شد.
طبری در این فیلم به سوی مردم‌نگاری و بافتی‌سازی فرهنگ رفت و فیلم را مبتنی بر پارادایم مردم‌نگاری یعنی «کل‌گرایی» ساخت.

## پی‌نوشت
1. ↑  «فیلم‌شناسی مستند دینی ایران (۱۲۷۹-۱۳۷۵)، پیمان اسحاقی، پایگاه خیمه - ۲۲ تیر ۱۳۸۸ - ساعت ۱۲:۳۷». بایگانی‌شده از اصلی در ۲۵ اوت ۲۰۱۰. دریافت‌شده در ۲۰ اوت ۲۰۱۱.
2. ↑  نوشتاری از همایون امامی برای زنده‌یاد منوچهر طبری، انجمن مستندسازان سینمای ایران، ۱۳۸۹/۱۰/۰۸[پیوند مرده]
3. ↑  «مستندساز عرصه‌ی فرهنگ-صنعت: درباره‌ی منوچهر طبری، محمد تهامی‌نژاد، انسان‌شناسی و فرهنگ، چهارشنبه، ۴ اسفند ۱۳۸۹— ۰۰:۳۰». بایگانی‌شده از اصلی در ۱۳ اوت ۲۰۱۱. دریافت‌شده در ۲۰ اوت ۲۰۱۱.